# Раунд-Лейк (Іллінойс)
Раунд-Лейк (англ. Round Lake) — селище (англ. village) в США, в окрузі Лейк штату Іллінойс. Населення — 18 721 особа (2020).

## Географія
Раунд-Лейк розташований за координатами 42°20′36″ пн. ш. 88°6′8″ зх. д. / 42.34333° пн. ш. 88.10222° зх. д. (42.343460, -88.102298).  За даними Бюро перепису населення США в 2010 році селище мало площу 14,58 км², з яких 14,16 км² — суходіл та 0,43 км² — водойми.

## Демографія
Згідно з переписом 2010 року, у селищі мешкало 18 289 осіб у 5847 домогосподарствах у складі 4587 родин. Густота населення становила 1254 особи/км².  Було 6206 помешкань (426/км²).
Расовий склад населення:
| - 68,9 % — білих - 12,8 % — азіатів - 4,8 % — чорних або афроамериканців - 0,5 % — корінних американців - 0,1 % — вихідців з тихоокеанських островів - 9,7 % — осіб інших рас |

До двох чи більше рас належало 3,2 %. Частка іспаномовних становила 25,3 % від усіх жителів.
За віковим діапазоном населення розподілялося таким чином: 32,2 % — особи молодші 18 років, 63,0 % — особи у віці 18—64 років, 4,8 % — особи у віці 65 років та старші. Медіана віку мешканця становила 31,5 року. На 100 осіб жіночої статі у селищі припадало 98,1 чоловіків;  на 100 жінок у віці від 18 років та старших — 95,4 чоловіків також старших 18 років.
Середній дохід на одне домашнє господарство  становив 86 004 долари США (медіана — 72 659), а середній дохід на одну сім'ю — 89 445 доларів (медіана — 80 628). Медіана доходів становила 53 942 долари для чоловіків та 48 013 долари для жінок. За межею бідності перебувало 5,8 % осіб, у тому числі 7,6 % дітей у віці до 18 років та 3,4 % осіб у віці 65 років та старших.
Цивільне працевлаштоване населення становило 8814 особи. Основні галузі зайнятості: освіта, охорона здоров'я та соціальна допомога — 19,3 %, виробництво — 16,7 %, роздрібна торгівля — 16,4 %.